# Raccogli l'attimo (album)
Raccogli l'attimo è un album di inediti di Al Bano e Romina Power pubblicato il 7 febbraio 2020 dalla Sony Music, a distanza di ben venticinque anni dal loro ultimo album insieme.

## Tracce
1. Raccogli l'attimo – 3:43 (testo: Cristiano Malgioglio, Romina Power – musica: Antonio Summa, Al Bano Carrisi)
2. Per troppo amore – 3:37 (testo: Fabrizio Berlincioni – musica: Franco Fasano)
3. La luce che hai (Benedita tu luz) – 4:07 (testo: Fernando Fher Olvera, adattamento di Romina Power – musica: Sergio Vallin)
4. Fuori pericolo – 3:50 (testo: Niccolò Agliardi – musica: Alterisio Paoletti, Al Bano Carrisi)
5. Cambierà – 3:25 (testo: Cristiano Minellono – musica: Alterisio Paoletti, Al Bano Carrisi)
6. Una canzone complice (Cara Luna) – 4:19 (testo: Jorge Villamizar, adattamento di Romina Power – musica: Jorge Villamizar)
7. Il pianto degli ulivi – 3:09 (testo: Paolo Limiti – musica: Al Bano Carrisi)
8. Il ballo del qua qua (2020 version) – 2:22 (testo: Werner Thomas, Terry Rendall, Lorenzo Raggi, Romina Power – musica: Pinuccio Pirazzoli)
9. Madre mia – 3:53 (testo: L. Sardelli, Al Bano Carrisi – musica: Alterisio Paoletti, Al Bano Carrisi)
10. A message (Live version) – 4:07 (testo: Vito Pallavicini, Romina Power – musica: Al Bano Carrisi)

## Classifiche
| Classifica | Posizione |
| ---------- | --------- |
| Italia     | 80        |